# 1960年至1961年英格蘭足總盃
1960/61球季英格蘭足總盃（英語：FA Cup），是第80屆英格蘭足總盃，今屆賽事的冠軍是熱刺，他們在決賽以2:0擊敗李斯特城，奪得冠軍。此屆賽事繼續在舊溫布萊球場舉行。
熱刺贏得足總盃冠軍後，成功取得本土賽事雙料冠軍。

## 外部連結
1. 英格蘭足總盃官網Archive-It的存檔，存档日期2012-04-24
2. 英格蘭足總盃 歷屆冠軍（页面存档备份，存于）